# Diademkowate
Diademkowate (Pseudochromidae) – rodzina morskich ryb okoniokształtnych.

## Występowanie
Ocean Indyjski i Ocean Spokojny.

## Klasyfikacja
Rodzaje zaliczane do tej rodziny są zgrupowane w podrodzinach Anisochrominae, Congrogadinae, Pseudochrominae, Pseudoplesiopinae:
Amsichthys — Anisochromis — Assiculoides — Assiculus — Blennodesmus — Chlidichthys — Congrogadus — Cypho — Halidesmus — Halimuraena — Halimuraenoides — Haliophis — Labracinus — Lubbockichthys — Manonichthys  — Natalichthys — Ogilbyina — Oxycercichthys  — Pectinochromis — Pholidochromis  — Pictichromis  — Pseudochromis — Pseudoplesiops — Rusichthys